# Ditylus
Ditylus is een geslacht van kevers uit de  familie van de schijnboktorren (Oedemeridae).

## Soorten
- Ditylus atromaculatus Pic, 1922
- Ditylus caeruleus (Randall, 1838)
- Ditylus gracilis LeConte, 1854
- Ditylus lienharti Theobald, 1940
- Ditylus praetermittus Švihla, 2005
- Ditylus quadricollis LeConte, 1851
- Ditylus sichuanus Švihla, 1996
- Ditylus tibetanus Švihla, 2005